# 965年
| 千纪： | 1千纪 |
| 世纪： | 9世纪 \| 10世纪 \| 11世纪 |
| 年代： | 930年代 \| 940年代 \| 950年代 \| 960年代 \| 970年代 \| 980年代 \| 990年代                                                                            |
| 年份： | 960年 \| 961年 \| 962年 \| 963年 \| 964年 \| 965年 \| 966年 \| 967年 \| 968年 \| 969年 \| 970年                                                      |
| 纪年： | 乙丑年（牛年）；于阗同慶五十四年；辽應曆十五年；南汉大寶八年；后蜀广政二十八年；北汉天会九年；北宋（吴越、南唐）德三年；大理廣德十三年；日本康保二年 |

## 大事记
- 中国
  - 北宋於劍門之戰徹底擊敗後蜀軍隊，後蜀皇帝孟昶隨後投降。
- 歐洲
  - 拜占庭帝國與法蒂瑪王朝的艦隊在墨西拿海峽進行墨西拿海峽戰役，法蒂瑪王朝獲得了決定性的勝利，也標誌著拜占庭皇帝尼基弗魯斯二世（Nikephoros II）收復西西里的嘗試的徹底失敗。
  - 法蒂瑪王朝對拜占庭帝國在西西里島東北部的城市羅梅塔發動羅梅塔之圍，以完成穆斯林對西西里的征服。

## 出生
- 子璇，北宋华严宗高僧。
- 朱台符，北宋官员。
- 杨大雅，北宋官员。
- 赵元佐，宋太宗之子。

## 逝世
- 後蜀後主孟昶
- 高彦俦，后蜀军事人物
- 侯益，五代十国人物
- 黄荃，后蜀画家
- 李太后，后蜀太后
- 邵廷琄，南汉大臣
- 鍾皇后，李煜之母
- 大周后，李煜之妻
- 吳昌文，越南吳朝君主
- 利奥八世，天主教教宗。
- 伟人布鲁诺，洛林公爵
- 穆太奈比，阿拉伯行吟诗人